# Medlov (Olomouc)
Medlov (in tedesco Meedl) è un comune della Repubblica Ceca facente parte del distretto di Olomouc, nella regione di Olomouc.